# Denver Open 1981
Il Denver Open 1981 è stato un torneo di tennis giocato sul sintetico indoor. È stata la 10ª edizione del torneo che fa parte del Volvo Grand Prix 1981. Si è giocato a Denver negli USA dal 2 all'8 marzo 1981.

## Campioni

### Singolare maschile
Gene Mayer ha battuto in finale  John Sadri con il punteggio di 6–4, 6–4

### Doppio maschile
Andrew Pattison /  Butch Walts hanno battuto in finale  Mel Purcell /  Dick Stockton con il punteggio di 6–3, 6–4